# Renate Schimkoreit

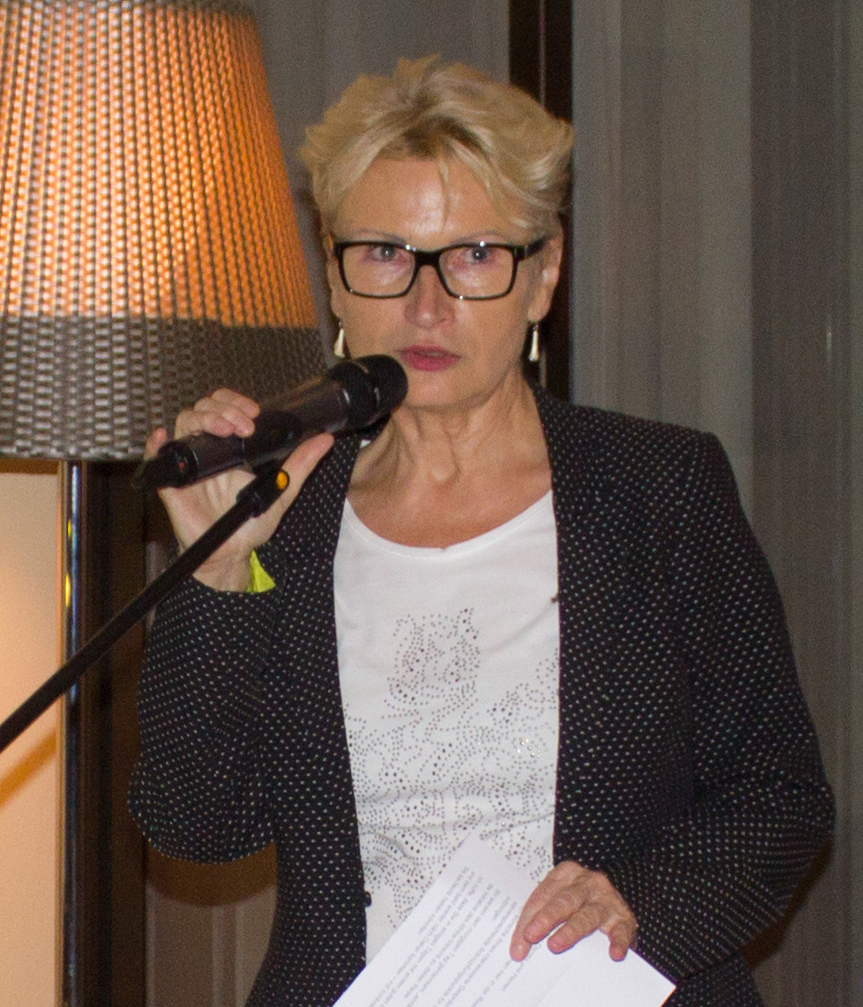
Renate Schimkoreit (2016)

Renate Astrid Schimkoreit (* 18. Oktober 1954 in Brandenburg an der Havel) ist eine deutsche Journalistin, Sachbuchautorin und Diplomatin.

## Leben
Nach dem Abitur in Ludwigshafen am Rhein begann Renate Schimkoreit 1973 ein Studium der Politikwissenschaften, Volkswirtschaftslehre und Islamwissenschaften, das sie 1979 mit einem Magister an der Albert-Ludwigs-Universität Freiburg abschloss. 1982 legte sie dort ihre Promotion mit einer Dissertation zum Thema Regesten publizierter safawidischer Herrscherurkunden : Erlasse und Staatsschreiben der frühen Neuzeit Irans vor. Danach war Renate Schimkoreit, die mit dem Journalist, Publizisten und Islam-Experten Marcel Pott verheiratet war, als wissenschaftliche Referentin in Beirut und danach von 1984 bis 1986 in Beirut als freie Journalistin tätig und berichtete für Die Weltwoche, den Tages-Anzeiger sowie den Mannheimer Morgen aus dem Libanon, Jordanien, Syrien und dem Irak. Während dieser Zeit verfasste sie mit Marcel Pott 1985 auch das Buch Beirut : zwischen Kreuz und Koran über das vom libanesischen Bürgerkrieg geprägte Land.

## Laufbahn
1986 trat sie in den Auswärtigen Dienst ein und fand nach Abschluss der Laufbahnprüfung für den höheren Dienst 1988 zunächst Verwendung als Referentin für Politik und Presse an der Botschaft in Jordanien und danach für kurze Zeit 1990 zuerst als Referentin im Pressereferat sowie von 1990 bis 1992 als Referentin im Referat 013 des Auswärtigen Amtes. 1992 wurde sie Referentin für Wirtschaft an der Botschaft in der Volksrepublik China und daraufhin von 1994 bis 1996 Referentin für EU-Außenpolitik im Auswärtigen Amt, ehe sie im Anschluss Ständige Vertreterin des Botschafters im Senegal war. Zwischen 1999 und 2002 war sie dann zunächst stellvertretende Referatsleiterin sowie von 2002 bis 2003 Referatsleiterin im Auswärtigen Amt.
Nach einer darauf folgenden kurzzeitigen Verwendung als Ständige Vertreterin des Botschafters in Luxemburg, war sie zwischen 2003 und 2004 erneut Referatsleiterin im Auswärtigen Amt. Im Anschluss war sie Leiterin des Wirtschaftsdienstes der Botschaft in der Türkei sowie von 2006 und 2008 abermals Referatsleiterin im Auswärtigen Amt. Von 2008 bis 2012 war sie Generalkonsulin in Jekaterinburg und damit Nachfolgerin von Tilo Klinner, der wiederum Inspekteur des Auswärtigen Amtes wurde. Von Oktober 2012 bis Mitte 2013 war Renate Schimkoreit als Nachfolgerin von Eberhard Schanze Botschafterin in Accra (Ghana). Nach einer Sprachfortbildung wechselte sie 2014 als Generalkonsulin nach Almaty/Kasachstan.
Im August 2016 wurde sie als Nachfolgerin von Bernhard Kampmann Botschafterin der Bundesrepublik Deutschland in Senegal. Als solche erfolgte zugleich ihre Akkreditierung als Botschafterin in Gambia, Guinea-Bissau und Kap Verde an der Deutschen Botschaft Dakar. 2017 wurde sie von Stephan Röken abgelöst. Anschließend arbeitete sie erneut als Referatsleiterin im Auswärtigen Amt.

## Schriften
- Regesten publizierter safawidischer Herrscherurkunden. Erlasse und Staatsschreiben der frühen Neuzeit Irans, Berlin 1982, ISBN 3-922968-09-0
- Zs. mit Marcel Pott: Beirut. Zwischen Kreuz und Koran, Braunschweig 1985, ISBN 3-07-508840-4